# Курган (Русија)
Курган (рус. Курга́н) град је у Русији и административни центар Курганске области. Налази се на реци Тобол. Према попису становништва из 2010. у граду је живело 333.640 становника.

## Географија
Површина града износи 393 km².

## Историја
Курган је један од најстаријих градова у Сибиру. Основао га је у периоду 1659—1662. Тимофеј Невешчин, градитељ округа Тјумењ, под именом Царјово Городишче (рус. Царёво Городище). После је насеље прерасло у тврђаву. Служила је као погранична станица и штитила је друга руска насеље од номадских напада; једном од бројних напада није могло одолити, па је град опљачкан и спаљен.
Крајем 17. века насеље се проширило 8 км низводно. Током стољећа, тврђава је дорађена и град је добио „стари град“, ограђен дрвеним кремљем, и „нови град“ с градским зидинама, осам бастиона и једним Грабен; гарнизон у граду је бројао војника војака и 28 топова.
Освајањем нових земаља на југу, Царјово Городишче је изгубило на војном значењу, па су утврђења 60-их година 18. стољећа срушена.
Године 1738. преименован је у Курганскаја Слобода (Курганская Слобода). Од 19. јануара 1782. године, царица Катарина Велика му је дала градска права и данашње име.
Курган се налази на Транссибирској железници, на деоници између Јекатеринбурга и Омска.

## Становништво
Према прелиминарним подацима са пописа, у граду је 2010. живело 333.640 становника, 11.875 (3,44%) мање него 2002.
| 1939.  | 1959.   | 1970.   | 1979.   | 1989.   | 2002.   | 2010.   |
| ------ | ------- | ------- | ------- | ------- | ------- | ------- |
| 53.253 | 145.712 | 243.850 | 309.863 | 355.517 | 345.515 | 333.606 |

## Партнерски градови
- Аплтон
- Руфина